# Polycitor crystallinus
Polycitor crystallinus is een zakpijpensoort uit de familie van de Polycitoridae. De wetenschappelijke naam van de soort is voor het eerst geldig gepubliceerd in 1804 door Renier.